# Ferrimolibdita
La ferrimolibdita es un mineral de hierro (III) de la clase de los molibdatos. Denominado así por P. P. Pilipenko en 1913, quien lo renombró en alusión a su composición química, que contiene hierro y molibdeno.
Fue descrito por primera vez en 1914 para una ocurrencia en la mina Alekseevskii en la cuenca del río Karysh, República de Jakasia, Siberia, Rusia. Fue nombrado por su composición (hierro férrico y molibdeno).

## Características

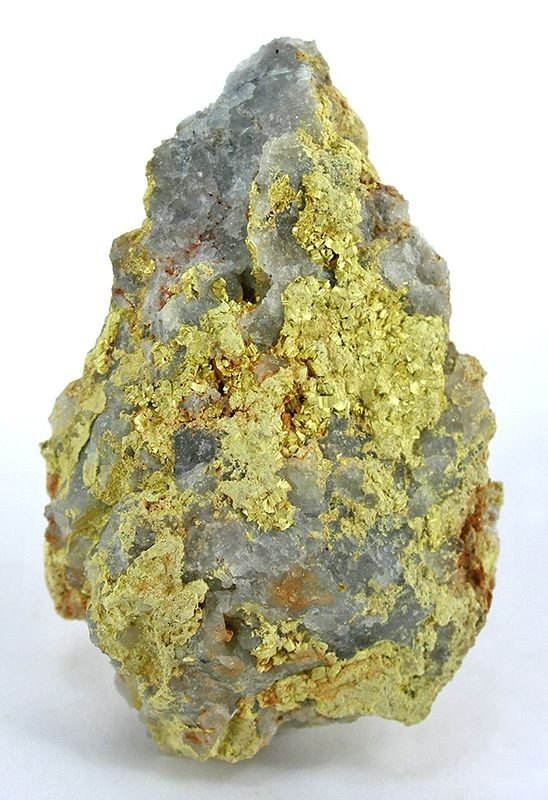
Cristal de ferrimolibdita del distrito de Kingman, condado de Mohave, Arizona

Químicamente, la ferrimolibdita es un molibdato, con fórmula Fe2(MoO4)3 · nH2O. Forma revestimientos y agregados radiales de agujas de color amarillo que cristalizan en el sistema ortorrómbico. Su dureza oscila entre 1 y 2 en la escala de Mohs, siendo por tanto un mineral muy blando, su fractura es desigual y su lustre es adamantino.

## Formación y yacimientos
Se presenta como un producto de la oxidación de depósitos de molibdeno. Comúnmente formada a partir de la alteración de la molibdenita, puede encontrarse asociada a otros minerales, además de esta, como la pirita y la calcopirita.